# Oeneis mulla
Oeneis mulla is een vlinder uit de onderfamilie Satyrinae van de familie Nymphalidae. De wetenschappelijke naam van de soort is voor het eerst geldig gepubliceerd in 1881 door Otto Staudinger. Endemisch van Kazachstan. Gevonden in Oost-Kazachstan.